# Calceolaria ballotifolia
Calceolaria ballotifolia är en toffelblomsväxtart som beskrevs av Kränzl.. Calceolaria ballotifolia ingår i släktet toffelblommor, och familjen toffelblomsväxter. Inga underarter finns listade i Catalogue of Life.